# Bragebreen
De Bragebreen is een gletsjer op het eiland Nordaustlandet, dat deel uitmaakt van de Noorse eilandengroep Spitsbergen.
De gletsjer is vernoemd naar de godheid Bragi in de noordse mythologie.

## Geografie
De gletsjer ligt in het zuiden van Gustav-V-land en is ongeveer noord-zuid georiënteerd. Hij komt vanaf de ijskap Vestfonna en mondt uit in het Wahlenbergfjorden.
Op meer dan vier kilometer naar het zuidoosten ligt de gletsjer Idunbreen en op meer dan drie kilometer naar het zuidwesten ligt de gletsjer Gimlebreen.